# William H. Bulkeley
William H. Bulkeley, född 2 mars 1840, död 1902, var en amerikansk politiker och viceguvernör i Connecticut 1881–1883.

## Biografi

### Uppväxt och tidiga karriär
William H. Bulkeley föddes i East Haddam, Connecticut, den 2 mars 1840. Han var son till Eliphalet Adams Bulkeley och Lydia S. Bulkeley och bror till Morgan Bulkeley. Hans far var ledamot av Connecticuts senat för 19:e distriktet 1838 och 1840 och talman i Connecticuts representanthus. Hans bror var guvernör i Connecticut från 1889 till 1893 och amerikansk senator.
Familjen flyttade till Hartford, Connecticut, 1847. Bulkeley slutade high school innan han tog examen, trots goda betyg, och började som kontorist på ett gammalt ledande konfektionsföretag. I mars 1857 flyttade han till Brooklyn, New York, och arbetade i samma bransch med H.P. Morgan & Co, innan han öppnade eget i samma bransch. Han tjänstgjorde i USA:s armé under amerikanska inbördeskriget. Han återvände till Hartford 1868, där han startade Kellog & Bulkeley Company, lithografer, som han var verkställande direktör för i många år. Han var också vice verkställande direktör för Aetna Life Insurance Company i många år.

### Politisk karriär
Bulkeley var medlem av Republikanerna. Han hade lokala politiska uppdrag i Hartford i flera år. Han valdes till viceguvernör i november 1880 och tjänstgjorde i en tvåårig mandatperiod, från den 5 januari 1881 till den 3 januari 1883, vid sidan om guvernör Hobart B. Bigelow.